# XHK-TV
XHK-TV fue una estación de televisión en el canal 10 en La Paz, Baja California Sur, México. Transmitió desde las instalaciones de Colina del Sol, en el lado este de la ciudad de La Paz, y fue propiedad de Televisión La Paz, S.A.

## Historia
Inicia transmisiones el 3 de junio de 1968, a solo cuatro días de recibir su concesión. 
Se incluían los programas locales de XHK como programas de noticias, deportes y estilo de vida, así como programación de Televisa (principalmente a través de Foro TV y Gala TV) incluyendo noticias internacionales y telenovelas. La programación local en el cierre de la estación incluyó sus noticiarios de la tarde, El Pulso BCS, así como A Medio Día, una revista de noticias local emitida al mediodía.
A pesar de ser autorizada para la televisión digital y obtener la aprobación técnica para emitir su señal en el canal 34 con 50 kilovatios, la estación salió del aire con el apagón analógico el 31 de diciembre de 2015.
La estación fue multada en dos ocasiones en 2016 por no cumplir con la transición a la TDT y su concesión aparece actualmente como vencida en el Registro Público de Concesiones del IFT ya que la concesión venció el 2 de julio de 2009 y no fue prorrogada, entre 2017 y 2018 la sede de esta estación fue completamente demolida